# Battaglia di Peschiera
La battaglia di Peschiera fu uno scontro minore avvenuto il 6 agosto 1796 tra le truppe austriache del generale Anton Lipthay e la divisione francese del generale Andrea Massena.

## Contesto storico
Dopo aver perso il possesso della città di Milano in favore dei francesi, gli austriaci, al comando di Beaulieu, si erano ritirati al di là del Mincio, in quello che diverrà poi noto come Quadrilatero. Sconfitti ancora una volta da Napoleone al momento della traversata, si ritirarono verso le valli del Trentino, dove potersi riorganizzare.
Mentre i francesi iniziavano il primo assedio alla fortezza di Mantova, il nuovo comandante delle forze austriache, il feldmaresciallo Wurmser, preparò un esercito di 49 000 uomini e scese nuovamente nella pianura padana, tentando di spezzare l'assedio a Mantova.

## Antefatti
Dopo essere sceso dalle Alpi, Wurmser travolse la divisione di Massena a Rivoli, costringendolo ad una ritirata. Avendo diviso le sue truppe in modo da attaccare entrambi su i lati del lago, Wurmser cercava di accerchiare Napoleone. Questi, per rispondere alla minaccia, fu costretto a richiamare tutti gli uomini possibili, inclusi quelli impegnati ad assediare Mantova, e ad indirizzarli contro le colonne di Quosdanovich a Lonato.
Fu in questo frangente, il 31 luglio, che Wurmser ordinò di assediare la fortezza di Peschiera, la cui difesa era stata affidata dal generale Massena al generale Guillame assieme a qualche compagnia di soldati. Ad occuparsi del blocco della città furono i generali Bajalics e Weindorf, che giunsero sul posto il 1 agosto.
Il secondo scontro decisivo tra le due forze avvenne a Castiglione: con un'abile manovra, Napoleone riuscì, sebbene solo parzialmente, ad aggirare le forze di Wurmser, colpendole sia da ovest con il grosso del proprio esercito, sia da est, con il gruppo affidato a Fiorella. Non riuscendo a resistere alla forza dell'assalto, le truppe austriache si diedero alla fuga, dirigendosi nuovamente sulla sponda destra del Mincio.

## La battaglia
Mentre Wurmser si ritirava da Castiglione, aveva deciso di far passare la notte nei pressi di Peschiera, facendo allestire frettolosamente un campo trincerato. Quelle truppe erano comandate dal generale Lipthay. La fortezza, già sotto assedio da una settimana era sul punto di cadere.
I francesi le attaccarono il giorno seguente: era infatti giunta sul luogo la divisione di Massena. I primi ad attaccare furono gli uomini della brigata di Victor. Il generale Victor, marciando alla testa del 18°, attaccò gli austriaci, ritrovandosi contro una resistenza feroce e ostinata. Rampon, invece, ricevette da Massena l'ordine di un secondo attacco. Egli arringò il 32° e si precipitò alla testa dalla brigata contro il nemico. L'esercito austriaco si ritirò verso le colline e scomparse durante la notte.

## Conseguenze
Gli austriaci persero 500 uomini e 10 cannoni.
La frettolosa ritirata di Lipthay in direzione di Rivoli convinse Wurmser a non rimanere in pianura e di ritornare nelle valli trentine.